# جيفري ساكس
جيفري ديفيد ساكس (بالإنجليزية: Jeffrey Sachs) (ولد في 5 نوفمبر 1954) هو اقتصادي ومحلل سياسات عامة أمريكي، وأستاذ في جامعة كولومبيا، عمل سابقًا مدير معهد الأرض. يختص بأبحاث التنمية المستدامة والتنمية الاقتصادية.
يشغل ساكس منصب مدير مركز التنمية المستدامة في جامعة كولومبيا ورئيس شبكة حلول التنمية المستدامة التابعة للأمم المتحدة. وهو مناصِر لأهداف التنمية المستدامة التي حددها الأمين العام للأمم المتحدة أنطونيو غوتيريش، والتي تتضمن 17 هدفًا عالميًا تم اعتمادها في قمة الأمم المتحدة عام 2015.
كان ساكس مستشارًا خاصًا للأمين العام للأمم المتحدة منذ 2001 وحتى 2018، وواصل شغل منصب مشابه في عهد الأمين العام السابق بان كي مون، كما عمل مستشارًا مرتبطًا بأهداف التنمية الألفية التي سبقت أهداف التنمية المستدامة، والتي تهدف إلى الحد من الفقر والجوع والأمراض بحلول عام 2015. تم تعيينه لأول مرة في هذا الدور عام 2002 خلال فترة كوفي عنان.
كما شارك ساكس في تأسيس وتحمل مسؤولية الاستراتيجية لمنظمة "تحالف الألفية" غير الربحية التي تسعى إلى القضاء على الفقر والجوع المدقع. وأدار من 2002 إلى 2006 مشروع الأمم المتحدة للألفية الخاص بأهداف التنمية الألفية. في 2010، أصبح مفوضًا في لجنة النطاق العريض للتنمية المستدامة، التي تهدف إلى تعزيز دور الإنترنت واسع النطاق في السياسات الدولية.
نشر ساكس العديد من الكتب وحصل على عدة جوائز، إلا أن آرائه في مجالات الاقتصاد، وأصل جائحة كوفيد-19، والغزو الروسي لأوكرانيا، أثارت جدلاً وانتقادات واسعة.

## جوائز
حصل على جوائز منها:
- جائزة الكوكب الأزرق (2015)
- جائزة الاقتصاد العالمي  [لغات أخرى]‏ (2009)[14]
- بادما بوشان  [لغات أخرى]‏
- وسام مئوية هارفارد
- زمالة جمعية الاقتصاد القياسي.

## روابط خارجية
- جيفري ساكس على موقع IMDb (الإنجليزية)
- جيفري ساكس على موقع الموسوعة البريطانية (الإنجليزية)
- جيفري ساكس على موقع مونزينجر (الألمانية)
- جيفري ساكس على موقع إن إن دي بي (الإنجليزية)
- جيفري ساكس على موقع قاعدة بيانات الفيلم (الإنجليزية)